# امشک
امشک، روستایی از توابع بخش رودبارالموت شهرستان قزوین در استان قزوین ایران است. آمشک مردمی لر تبار هستند

## جمعیت
این روستا در دهستان الموت بالا قرار دارد و براساس سرشماری مرکز آمار ایران در سال ۱۳۸۵، جمعیت آن ۱۰ نفر (۷خانوار) بوده‌است.